# 6TD
Le 6TD désigne une série de moteurs Diesel à deux temps conçue par le bureau d'études de Morozov (KMDB) et fabriqués par l'usine Malichev, en Ukraine. Il s'agit essentiellement d'une version à six cylindres du moteur 5TDF employé par le char T-64.

## Historique
En 1974 le bureau d'étude de Morozov entreprend le développement d'une version à six cylindres du moteur 5TD. Parallèlement, Dmitry Ustinov, alors chef du complexe militaro-industriel soviétique, insistait pour que l'usine Malichev arrête la production de T-64 pour entreprendre la production en grande série du nouveau char T-80. N'étant pas convaincu par le turbomoteur Klimov de 1 000 ch de ce dernier, le bureau de conception de Morozov dévoile, en février 1976, trois prototypes de chars équipés d'un moteur Diesel (6TD-1) de la même puissance que le turbomoteur GTD-1000T. Ces engins conçus sur base du T-64A portent l'appellation Objet 476 Kedr (cèdre). Après des  essais étatiques à divers endroits de l'URSS entre 1978 et 1979, le 6TD-1 est recommandé officiellement par l'arrêté ministériel n°262 du 21 décembre 1983 en pour être installé sur les versions revalorisées du T-64 appelées T-64AM et T-64BM.
Le 2 septembre 1985, le conseil des ministres de l'URSS approuva le développement d'une version diésélisée du T-80U équipée du moteur 6TD-1 en vue d'une production en grande série à l'usine de Kharkiv. Cinq prototypes appelés Objet 478B Bereza (bouleau) furent rapidement construits et présentés officiellement à Mikhaïl Gorbatchev en 1986 et la production en grande série débuta l'année suivante.
En 2000, le moteur 6TD-2 est choisi par le Pakistan pour son char de combat Al-Khalid. Un contrat de 150 millions
de dollars a été signé pour la livraison de 315 moteurs en trois ans.
Le 23 novembre 2016, lors du salon d'armement International Defence Exhibition and Seminar (IDEAS) organisé à Karachi, le gouvernement pakistanais a signé un contrat avec l'usine de Malichev pour la livraison de 200 moteurs 6TD-3 pour sa future version améliorée de son char Al-Khalid ; l'Al-Khalid II.
En 2016, l'usine de Malichev annonce qu'elle a développé une version de 1 500 ch de son moteur 6TD appelée 6TD-4.
En septembre 2021, lors du salon d'armement IDEF 2021, l'ingénieur en chef Ovcharov Yehor Mykolaiovych et représentant d'Ukroboronprom proposait son moteur 6TD-4 à la Turquie pour équiper son char de 60 tonnes Altay, dépourvu alors de moteur.

## Caractéristiques techniques
Entre 1999 et 2002, le RDECOM (Research, Development and Engineering Command) de l'US Army évalue le moteur 6TD-2 et en conclut que :
- moteur compact avec un très faible rejet de chaleur
- émet beaucoup de gaz d'échappement
- longévité sujette à caution
- consommation de carburant élevée quand le moteur est en charge partielle

## Versions
- 6TD-1 : modèle original de 1 000 ch équipant le char de combat T-80UD.
- 6TD-1R : modèle dérivé du 6TD-1, il est employé sur le char de dépannage BREM-84 Atlet (Objet 478BP), il est équipé d'une prise de force pouvant fournir jusqu'à 150 ch.
- 6TD-2 : modèle développant 1 200 ch pour un couple maximal de 3 233 Nm. Il est utilisé par le char pakistanais Al-Khalid.
- 6TD-2E : 6TD-2 optimisé pour les climats tropicaux, il conserve ses 1 200 ch jusqu'à une température ambiante de 55°C. Il équipe le char Oplot-T (Objet 478DU9-T) employé par l'armée royale thaïlandaise.
- 6TD-3 : modèle développant 1 400 ch et dévoilé en 2013. Il a été proposé sur le T-84.
- 6TD-4 : prototype développant 1 500 ch. L'alésage des cylindres passe de 120 mm à 140 mm et leur course à 140 mm afin de faire passer la cylindrée du moteur à 25,85 L. Il a été proposé en 2021 pour le char de combat turc T1 Altay mais aussi pour les locomotives et les bateaux.
- 6TD-5 : prototype développant 1 800 ch. L'alésage des cylindres passe de 120 mm à 140 mm et leur course à 140 mm afin de faire passer la cylindrée du moteur à 25,85 L.